# Mata Leão
Mata Leão è il quarto album in studio del gruppo musicale statunitense Biohazard, pubblicato nel 1996. Il titolo è composto di due parole portoghesi, una cui traduzione (anche se non molto corretta) può essere "chi uccide il leone" (il termine è usato per denominare un tipo di presa di soffocamento nel ju jitsu brasiliano).

## Tracce
1. Authority – 2:14
2. These Eyes (Have Seen) – 2:39
3. Stigmatized – 1:51
4. Control – 2:50
5. Cleansing – 3:25
6. Competition – 1:49
7. Modern Democracy – 2:26
8. Better Days – 1:49
9. Gravity – 2:39
10. A Lot to Learn – 1:29
11. Waiting to Die – 3:06
12. A Way – 2:05
13. True Strengths – 2:34
14. Thorn – 3:20
15. In Vain – 4:04

## Formazione
- Evan Seinfeld - voce, basso
- Billy Graziadei - voce, chitarra
- Danny Schuler - batteria